# Oliver Lüdtke
Oliver Lüdtke (* 1973) ist ein deutscher Psychologe und Direktor für Pädagogische Psychologie und Methodenlehre am Leibniz-Institut für die Pädagogik der Naturwissenschaften und Mathematik in Kiel.
Lüdtke studierte Mathematik und Psychologie an der FU Berlin bis zum Diplom im Jahr 2000, promovierte dann 2004 über Ziele im jungen Erwachsenenalter und habilitierte sich ebenda in Psychologie 2007. 2000 bis 2008 war er Wissenschaftlicher Mitarbeiter am Max-Planck-Institut für Bildungsforschung, Berlin. 2008 wurde er zum Professor an die Eberhard Karls Universität Tübingen berufen, 2010 zum Professor für Psychologische Methodenlehre an die Humboldt-Universität zu Berlin. Seit 2015 ist er Direktor der Abteilung Pädagogisch-Psychologische Methodenlehre am IPN – Leibniz-Institut für die Pädagogik der Naturwissenschaften und Mathematik und Professor für Pädagogisch-Psychologische Methodenforschung an der Christian-Albrechts-Universität zu Kiel. Die Stiftungsprofessur wird gefördert vom Zentrum für internationale Bildungsvergleichsstudien (ZIB).
Seine Spezialgebiete liegen in der Persönlichkeitsentwicklung im Jugendalter und jungen Erwachsenenalter sowie der Anwendung Bayesianischer Verfahren (zur Wahrscheinlichkeitsrechnung) in der Psychologie (z. B. Missing Data, Mehrebenenmodelle).
2022 erreicht er in einer Zeitschriftenauswertung zum weltweit produktivsten Forscher der Pädagogischen Psychologie in der Zeitschrift Educational Psychology Review den 3. Platz, nahe ihm lag noch Jens Möller, ebenso aus Kiel.

## Schriften
- mit Hahnel, C., Goldhammer, F., Kröhne, U., Schiepe-Tiska, A., & Nagy, G. (2017): Der Einfluss kognitiver Basisfertigkeiten auf die Änderung der in PISA gemessenen Lesekompetenz. In: Zeitschrift für Erziehungswissenschaft, 20 (Suppl. 2), 205–228. doi:10.1007/s11618-017-0748-0.
- mit Robitzsch, A., & Grund, S. (2017): Multiple imputation of missing data in multilevel designs: A comparison of different strategies. In: Psychological Methods, 22, 141–165. doi:10.1037/met0000096.
- mit Robitzsch, A., Kenny, D. A., & Trautwein, U. (2013): A general and flexible approach to estimating the social relations model using Bayesian methods. In: Psychological Methods, 18, 101–119.
- mit Marsh, H.W., Robitzsch, A., Trautwein, U., Asparouhov, T. & Muthén, B. (2008): The multilevel latent covariate model: A new, more reliable approach to group-level effects in contextual studies. In: Psychological Methods, 13, 203–229.
- Persönliche Ziele junger Erwachsener, Waxmann, Münster etc. 2006, ISBN 978-3-8309-1610-9.

## Einzelbelege
1. ↑  Carlton J. Fong, Abraham E. Flanigan, Eric Hogan, Anna C. Brady, Marlynn M. Griffin: Individual and Institutional Productivity in Educational Psychology Journals from 2015 to 2021. In: Educational Psychology Review. 6. September 2022, ISSN 1040-726X, doi:10.1007/s10648-022-09704-2.

| Personendaten    | Personendaten                                          |
| ---------------- | ------------------------------------------------------ |
| NAME             | Lüdtke, Oliver                                         |
| KURZBESCHREIBUNG | deutscher Pädagogischer Psychologe und Hochschullehrer |
| GEBURTSDATUM     | 1973                                                   |